# Dorpskerk van Vietlübbe
De Dorpskerk van Vietlübbe (Duits: Dorfkirche von Vietlübbe) is een protestants kerkgebouw in het Mecklenburgse dorp Vietlübbe bij Gadebusch. Het romaanse godshuis behoort tot de oudste dorpskerken van Mecklenburg.

## Geschiedenis
Met de bouw van de laatromaanse kerk werd tussen de jaren 1220 en 1230 begonnen. De geheel in rondbogenstijl gebouwde kerk werd al in 1230 als parochie Vitelube in het Ratzeburger Tiendenregister ingeschreven en viel destijds onder het domkapittel van Ratzeburg.
Het bouwplan van de kerk is eenvoudig en voor Mecklenburg vrij zeldzaam: het grondplan bestaat uit vijf even grote kwadraten die samen een grieks kruis vormen (het griekse kruis kent in tegenstelling tot het latijnse kruis vier armen van dezelfde lengte). Aan het oostelijke kwadraat is een half ronde apsis aangebouwd. Boven het travee van de westelijke arm werd in de 17e eeuw de vierkante houten toren met achtzijdige spits geplaatst. Het middelste travee (de viering) rust op zware, maar lage ronde pijlers.

## Interieur
De kerk werd in 1865 gerenoveerd en de inventaris conform de toen heersende mode vernieuwd. Sinds 1988 heeft de kerkelijke gemeente het kerkinterieur weer in romaanse staat teruggebracht. Hierbij werden de neogotische beschilderingen en 19e-eeuwse interieurstukken (koorgestoelte, kansel) verwijderd.
- In de apsis bevinden zich een mandorla en resten van de beschildering uit het einde van de 13e eeuw.
- De kruisigingsgroep op de grens van het koor en het kerkschip wordt uit het begin van de 16e eeuw gedateerd.
- Het doopvont is gemaakt van kalksteen uit Gotland en stamt uit de 13e eeuw.
- In de zuidelijke zijbeuk werd een fresco gevonden dat waarschijnlijk in de 15e of 16e eeuw werd gemaakt.
- De orgelgalerij werd tijdens de grote renovering in 1865 in de kerk gebouwd. Uit dezelfde periode dateert ook het huidige orgel.[1]